# Al-Hilal Club Omdurman
|  | Aquest article tracta sobre el club de futbol d'Omdurman (Sudan). Vegeu-ne altres significats a «Al-Hilal». |

L'Al-Hilal Club Omdurman (àrab: نادي الهلال السوداني, Nādī al-Hilāl as-Sūdānī, ‘Club del Creixent Sudanès') és un club de futbol sudanès de la ciutat d'Omdurman. Al-Hilal Al-Sudany significa ‘el Creixent Sudanès'.

## Història
Durant els anys 20 i 30 les autoritats colonials britàniques van prohibir moltes activitats que potencialment poguessin destorbar el control britànic de la regió. Només les activitats esportives i les relacionades amb escoltisme eren permeses.
L'any 1930, quatre graduats del Gordon Memorial College (actual Universitat de Khartum) - Hamadnallah Ahmed, Yussuf Mustafa Al-Tini, Yusuf Al-Mamoon, i Babikir Mukhtar - decidiren crear un club esportiu a la ciutat. El 4 de març de 1930, una dotzena de joves es reuniren a la casa d'Hamadnallah Ahmed a Omdurman, per posar-hi fil a l'agulla.
En aquells anys els clubs solien anomenar-se amb noms de barris o persones. Els fundadors del nou club, però no es posaren d'acord en quin nom escollir fins que un dels fundadors, Adam Rajab, va veure la lluna en quart creixent (Hilal en àrab). El 13 de febrer de 1930 Al-Hilal esdevingué el nom oficial del club. Els colors del club escollits foren el blau fosc i el blanc, és a dir, el color del cel de nit i de la Lluna.
És un dels club més reeixits del país amb un total de 25 campionats en un total de 43 temporades. També ha estat finalista de la Copa d'Àfrica de futbol (1987 i 1992) i de la Recopa aràbiga de futbol (2002).

## Palmarès
- Lliga sudanesa de futbol[1]
  - 1962, 1964, 1965, 1966, 1967, 1974, 1981, 1983, 1984, 1986, 1987, 1988, 1989, 1991, 1994, 1995, 1996, 1998, 1999, 2003, 2004, 2005, 2006, 2007, 2009, 2010, 2012, 2014, 2016, 2017, 2018, 2020-21, 2021-22, 2024
- Copa sudanesa de futbol[2]
  - 1977, 1993, 1998, 2000, 2002, 2004, 2009, 2011, 2016